# Fâro (divinité)
Pour les articles homonymes, voir Faro (homonymie).
Fâro (ou Faro) est une divinité de l'eau ouest-africaine présente notamment dans les cultures malinké et bambara. Elle est étroitement liée au fleuve Niger dans les religions et les mythes des peuples qui vivent sur ses rives. Selon les cultures, Fâro est représenté comme un dieu ou comme une déesse.

## Caractéristiques et principaux mythes

### Dans la culture bambara
Fâro tient un rôle important dans le mythe bambara de création du monde, mythe dont les grandes lignes sont communes aux Bambaras et à plusieurs autres populations d'Afrique de l'Ouest. Après une première étape au cours de laquelle l'être naît peu à peu du néant, le monde est créé par une première divinité, Pemba ; les premiers humains vivent selon un pacte passé avec un dieu à l'apparence d'arbre, le balanza, auquel ils font des offrandes sous forme de sang et de rapports sexuels en échange de la prospérité ; mais Fâro conteste l'hégémonie du balanza et devient à son tour la principale divinité bienfaitrice de l'humanité.
Fâro apparaît aussi dans les récits légendaires liés à l'histoire du royaume bambara de Ségou au XVIIIe siècle. Dans la légende, le roi Biton Coulibaly avait laissé la vie sauve à la fille de Fâro qu'il avait surprise en train de voler des légumes dans son champ. En échange, Fâro lui aurait accordé le pouvoir d'entendre les complots qui se tramaient derrière son dos.

### Dans la culture mandingue
Un récit mythologique de l'origine des Malinkés explique la création du monde en commençant par l'œuf primordial du dieu suprême, Mankala. Cet œuf contient deux mâles : Pemba, qui crée la terre en tourbillonnant, et Faro, qui a la forme du poisson silure et s'attribue le ciel et les eaux. Tous deux sont à l'origine du peuplement de la région du haut Niger. Faro était identifié au cours du fleuve Niger : on situait sa tête dans le Débo, son bras droit dans le Bani et son corps était formé par le fleuve lui-même. Faro aurait parcouru le fleuve sur toute sa longueur en y laissant sa semence pour marquer l'étendue du Mandingue jusqu'à Akka. Au terme de son voyage, il aurait étalé le fleuve comme une natte, nom qui se dit debe dans les langues mandingues et est employé pour expliquer l'origine du nom du lac Débo. Faro est une divinité masculine dans ce récit.
Dans un autre récit sur les origines du monde, Djigui Makan Djigui, le bélier primordial, est créé une première fois par Dieu puis sacrifié pour sauver l'Univers devenu instable, mais il ressuscite ensuite et sort de la mare sacrée de Fâro, suivi de neuf brebis.
Dans le domaine de Fâro vivent les danfin woulou (littéralement « chien (woulou) noir (fin) de la brousse sauvage (dan) » en malinké), des chiens noirs mythiques considérés comme bénéfiques (toutefois, d'autres danfin woulou sont sanguinaires, notamment le Danfin Woulou Binyé Tan, le « chien noir à dix cornes »). 
Une autre créature au service de Fâro est le ntouba nin gwè dondo (de ntouba, pigeon ; nin, petit ; gwè, blanc ; et dondo, coq ou mâle), la petite tourterelle mâle blanche, qui se montre seulement aux élus de cette divinité, notamment lorsqu'ils sont destinés à mourir bientôt.
Un Fâro tin, tertre de Fâro, se trouvait au pied du mont Nianan-Koulou, non loin de Koulikoro, dans le Mandé. Selon Wa Kamissoko relatant l'épopée de Soundiata, Soundiata Keïta y aurait fait d'amples sacrifices sur le chemin de son retour triomphal au Mandé après sa victoire contre Soumaoro Kanté, roi du royaume de Sosso.
Dans l'épopée de Tiramakhan, ensemble semi-légendaire relatant les exploits de Tiramakhan Traore (général de Soundiata Keïta), Tiramakhan a affaire à la déesse Fâro alors qu'il traverse un fleuve en pirogue pour partir à la conquête du royaume du Djolof qui ne reconnaît pas la suprématie de Soundiata. Tiramakhan oublie de faire les offrandes rituelles habituelles à la déesse avant la traversée (offrandes qui sont en général par exemple du lait, des aubergines ou des céréales). Fâro, pour se venger, immobilise l'embarcation au beau milieu du fleuve. Au bout de plusieurs heures, Tiramakhan se coupe la phalange du petit doigt de la main gauche avec les dents et la jette dans le fleuve, et la déesse laisse passer l'embarcation.

## Culte
L'africaniste Germaine Dieterlen a étudié les cultes rendus à Fâro le long du fleuve Niger dans les années 1940-1950. Plusieurs sanctuaires sont consacrés à cette divinité le long du fleuve : ce sont les faro tyn (sanctuaires de Fâro),. À Kangaba, le sanctuaire du Kamabolon abrite des peintures qui transcrivent symboliquement les êtres et les éléments essentiels du monde après la descente sur terre de la divinité dans le mythe de fondation relatant la naissance de Faro. Les faro tyn sont associés à la descendance de Faro. Une étude portant sur les pêcheurs du peuple des Somono dans les années 2010 indique que le culte de Fâro est également pratiqué chez eux de nos jours, notamment par l'intermédiaire des sanctuaires de Fâro (faro tyn).

## Analyse en histoire des religions
L'africaniste Germaine Dieterlen remarque en 1942 l'existence de génies ou de divinités de l'eau chez plusieurs peuples ouest-africains : les Bambaras, les Dogons de la falaise de Bandiagara, les Kouroumba de la boucle du Niger, mais aussi chez les Bozo. Elle étudie plus particulièrement les Bozo, chez qui les faro sont des génies des eaux mâles ou femelles avec lesquels les pêcheurs cohabitent et auxquels ils rendent un culte. Dieterlen est convaincue que les divinités ou génies des eaux ont une grande importance dans les cultures religieuses de cette partie de l'Afrique.

## Postérité
Le réalisateur malien Salif Traoré a réalisé en 2007 Faro, la reine des eaux, adaptation d'un récit qu'il avait recueilli dans un village près de Ségou.